# 5871 Bobbell
5871 Bobbell eller 1989 CE2 är en asteroid i huvudbältet som upptäcktes 11 februari 1989 av den amerikanske astronomen Eleanor F. Helin vid Palomar-observatoriet. Den är uppkallad efter Robert L. Bell, vän till upptäckaren.
Asteroiden har en diameter på ungefär 2 kilometer och den tillhör asteroidgruppen Hungaria.